# Herpele
Herpele — рід безногих земноводних родини Herpelidae. Представники роду поширені у Центральній і Західній Африці.
Herpele squalostoma відома тим, що піклується про потомство. Вона підгодовує молодь виділеннями зі шкіри (такий спосіб живлення називається дерматофагією).

## Види
Рід включає два види:
- Herpele multiplicata, Nieden, 1912
- Herpele squalostoma, (Stutchbury, 1836)